# Florian Recio
Florián Recio Terraza (Almendralejo, 13 de noviembre de 1962) es un escritor español nacido en Almendralejo, Extremadura. Trabajó como articulista para la prensa extremeña durante años, y ha publicado varias novelas. Ha destacado como dramaturgo en diversas ocasiones, recibiendo su obra el Premio Ceres del público en el año 2013 por su exitosa adaptación de los Gemelos de Plauto en el Festival Internacional de Teatro Clásico de Mérida y nuevamente en el año 2015 por su adaptación de El Cerco de Numancia.

## Biografía
Licenciado en Filología Hispánica por la UNED, estudiaría más adelante el máster en Lexicografía Hispánica por la Escuela de Lexicografía Hispánica (ELH) de la RAE y la ASALE en colaboración con la Universidad de León. Tiene también un máster de Enseñanza de Español como Lengua Extranjera, por la Universidad de Alcalá, y un Diploma de Lengua y Comunicación para Enseñanza de Español como Lengua Extranjera, por el Instituto Cervantes. Ha ejercido como profesor de Lengua y Literatura Española, y ha impartido también varios cursos de escritura creativa. Destaca su aportación como articulista en la prensa extremeña, con más de 500 artículos periodísticos publicados en el periódico Extremadura y en el diario Hoy.
Es un autor de dilatada carrera literaria. En narrativa ha publicado varios libros de relatos y novela corta. Como dramaturgo ha sido varias veces premiado, y sus obras se han visto representadas en los escenarios extremeños y en todo el panorama nacional. En el año 2013 se representó por vez primera un texto suyo en la arena del Teatro romano de Mérida. Esta adaptación de Los gemelos, de Plauto, bajo la dirección de Francisco Carrillo, experimentado maestro en el arte de la comedia, se ganó el favor del público desde el primer minuto, y recibió, entre otros, el Premio Ceres del Público aquel mismo año.
En el año 2015 volvería a probar el éxito con El Cerco de Numancia, una adaptación libre de la obra cervantina que le brindaría a la producción el Premio Ceres del Público por segunda vez. 
En mayo de 2022 se publicó su novela distópica titulada Morirás en Sodoma, bajo la editorial Eride Ediciones. Es una narrativa de ciencia ficción postapocalíptica situada en un futuro incierto, que sin duda fue inspirada por la experiencia de la pandemia de Covid-19. 
Ese mismo año ganaría su obra, Enemigo del Pueblo, el premio FATEX de Teatro, una recreación en clave de comedia de un hecho histórico: el 16 de enero de 1918 el Estado Ruso juzgó a Dios por crímenes de guerra. 
Su comedia la Aparición, publicada e interpretada en 2024, y basada en la obra fragmentaria de Menandro, ha recibido críticas generalmente favorables. 
A finales de 2024 publica Lo que salvaría del fuego, una novela histórica de aventuras basada en la vida de un joven estudiante de medicina que se cruzará con Voltaire. Desde una visión muy personal, Recio acaba entrando en escenas otros personajes de la Revolución Francesa como Rousseau.
Como guionista de TV fue autor de los trece capítulos de la serie La barbería de Juan, emitidos por Canal Extremadura. También formó parte del equipo de guionistas de El Embarcadero, serie de Álex Piña. Dramaturgo de dilatada experiencia y amplísimas lecturas, suele mencionar como sus principales influencias a Galdós, Umbral, Cunqueiro, Landero, y Alonso Guerrero. 

## Teatro
- Cartas de Amor (2009)
- De Capa y Espada (2009)
- Cantando bajo en la lluvia (2011)
- Los Gemelos (2013)
- Retablo Jocoso de la Maldita Armadura (2014)
- Sillas (2015)
- El Cerco de Numancia (2015)
- Los Pelópidas (2016)
- Viriato (2017)
- Enemigo del Pueblo (2023)
- La Aparición (2024)

## Narrativa y ensayo
- Muertes Impares (1999)
- Esa extraña familia de la que te hablé (2002)
- Yo maté a Joaquín Sabina (2003)
- Teoría del Fracaso (2013)
- Historias de Otro Mundo (2021)
- Morirás en Sodoma (2022)
- Yo maté a Joaquín Sabina y otros relatos del afán (2023)
- Apocalipsis Imbécil (2024)
- Lo que salvaría del fuego (2024)

## Televisión
- La Barbería de Juan (Canal Extremadura), 13 episodios.
- El embarcadero (de Álex Piña), 3 episodios.

## Otros premios y reconocimientos.
- Dos veces ganador del Premio Concurso de Cuentos “Mario Roso de Luna”,
- Dos veces ganador del premio de poesía “García de la Huerta”
- 1.er Premio de narraciones breves “Emilio Murcia”,
- 1.er Premio de Poesía “Villa de Monesterio”,
- 1.er Premio II Certamen de Cuentos “Cascales Muñoz”,
- 1.er Premio V Concurso de Cuentos “Mario Roso de Luna”,
- 1.er Premio XX Certamen Poético” Villa de Sonseca”.
- 1.er Premio VIII Certamen de Cuentos “Villa de Moraleja”.
- 1.er Premio XIII Certamen de Poesía “Hermanos Cava”.
- 1.er Premio V Certamen Poético “José de Espronceda”, Almendralejo.
- Dos veces ganador del premio Ceres del Público en el Festival de Teatro Clásico de Mérida a las obras Los Gemelos y El cerco de Numancia.
- Premio FATEX 2022 por su comedia Enemigo del pueblo.